# Nguyễn Tuấn Anh (tướng công an)
Nguyễn Tuấn Anh (sinh năm 1968), là một tướng lĩnh của lực lượng Công an nhân dân Việt Nam hàm Trung tướng. Ông hiện là Bí thư Đảng ủy, Cục trưởng Cục Cảnh sát Phòng cháy chữa cháy và Cứu nạn cứu hộ, Bộ Công an Việt Nam.

## Tiểu sử
Nguyễn Tuấn Anh sinh năm 1968, quê quán tại tỉnh Nghệ An.
Ngày 31 tháng 8 năm 2018, Đại tá Nguyễn Tuấn Anh, Phó Giám đốc Cảnh sát Phòng cháy chữa cháy thành phố Hà Nội được điều động đến nhận công tác và giữ chức vụ Phó Giám đốc Công an thành phố Hà Nội sau khi hợp nhất cơ quan cảnh sát phòng cháy chữa cháy thành phố Hà Nội vào Công an thành phố Hà Nội.
Kể từ ngày 1 tháng 9 năm 2019, Đại tá Nguyễn Tuấn Anh, Phó Giám đốc Công an thành phố Hà Nội, được Bộ trưởng Bộ Công an Việt Nam Tô Lâm điều động và bổ nhiệm giữ chức vụ Cục trưởng Cục Cảnh sát Phòng cháy chữa cháy và Cứu nạn cứu hộ thuộc Bộ Công an Việt Nam thay Thiếu tướng Đoàn Việt Mạnh nghỉ công tác chờ hưởng chế độ hưu trí.
Sau đó cũng trong năm 2019, Đại tá Nguyễn Tuấn Anh được thăng quân hàm Thiếu tướng Công an nhân dân Việt Nam.
Tháng 11/2023, Thiếu tướng Nguyễn Tuấn Anh là Cục trưởng Cục Kế hoạch và tài chính, Bộ Công an.
Tháng 12 năm 2023, ông được Chủ tịch nước Cộng hòa xã hội chủ nghĩa Việt Nam Võ Văn Thưởng thăng cấp bậc hàm từ Thiếu tướng lên Trung tướng
Tháng 12/2023, Trung tướng Nguyễn Tuấn Anh là Cục trưởng Cục Cảnh sát Phòng cháy chữa cháy và Cứu nạn cứu hộ, Bộ Công an.

## Lịch sử thụ phong quân hàm
| Năm thụ phong | 2015   | 2019        | 12.2023     |
| ------------- | ------ | ----------- | ----------- |
| Quân hàm      |        |             |             |
| Cấp bậc       | Đại tá | Thiếu tướng | Trung tướng |